# Bruno Mbanangoyé
Bruno Mbanangoyé Zita (Port-Gentil, 15 de julho de 1980) é um ex-futebolista gabonês. Joga como meio-campista, e sua atual equipe é o Sivasspor da Turquia.

## Carreira
Desde 1998, Mbanangooyé atua profissionalmente, tendo sido revelado pelo Petrosport, time de sua cidade. Jogou também por Djerba, ES Zarzis e Dínamo Minsk até assinar com o Sivasspor em 2009.
Pela Seleção do Gabão, Mbanangoyé atua desde 1999, e disputou a CAN de 2010.fez parte do elenco da Seleção Gabonense de Futebol na Campeonato Africano das Nações de 2012.